# Soca (Musikrichtung)
Soca  ist eine Musikrichtung, welche Anfang der 1970er-Jahre in Trinidad und Tobago aus dem Calypso und Einflüssen aus dem Soul, Funk und indischen Instrumenten (Dholak, Tabla, Dhantal) entstanden ist.

## Musikalische Merkmale
Soca zeichnet sich im Vergleich zu Calypso durch ein höheres Tempo und stärkere Betonung der perkussiven Elemente aus.

## Geschichte
Als Ursprung des Wortes „Soca“ wird heute oft die Formulierung „Soul of Calypso“ oder (seltener) die letzte und erste Silbe von „Calypso“ angegeben; tatsächlich war die ursprüngliche Schreibweise „Sokah“ (ein Verweis auf die Hindi-Musik), ehe sich Mitte der 1970er Jahre die heutige Schreibweise etablierte. Als erstes Soca-Stück gilt „Indrani“ (1973) von Lord Shorty.

## Verbreitung
Wie auch Calypso ist Soca eng an die karibische Karneval-Kultur gebunden. Neue Musik wird hauptsächlich saisonal veröffentlicht, zeitnah zum jeweiligen Landes-Karneval (beispielsweise Februar auf Trinidad & Tobago oder Juli / August zum Cropover-Festival auf Barbados). Bekannte karibische Soca-Künstler sind zum Beispiel: Alison Hinds, Fay-Ann Lyons, Kerwin Du Bois, Machel Montano, Bunji Garlin, Destra Garcia, Rupee, Kevin Lyttle, Maximus Dan, Peter Ram, Kes, Jamesy P, Skinny Fabulous und Shurwayne Winchester.
Reine Soca-DJs und Soca-Soundsystems sind im deutschsprachigen Raum nach wie vor eine Seltenheit. Barney Millah gilt als erster DJ, der Ende der 1990er Jahre erste Soca-Sets in sein sonst eher Reggae-betontes Programm einbaute. International erreichten vor allem die Soca Twins große Anerkennung. So gewannen sie 2011 den International Soca Award in der Kategorie „International Soca DJ of the Year“, für den sie bereits von 2006 bis 2010 nominiert waren. 2008 gewannen sie den Award in der Kategorie „Best Soca DJ Mix“.

## Stilarten
- Chutney Soca (Fusion aus Soca und Chutney)
- Rapso (Fusion aus Calypso oder Soca mit rhythmischem Sprechgesang)
- Ragga soca (Fusion aus Soca und jamaikanischem Reggae/Dancehall)
- Parang Soca (Fusion aus Soca und Parang)